# چینچون (کوه)
چینچون (به اسپانیایی: Chinchón) یک کوه در پرو است که در استان کاستیا واقع شده‌است. چینچون ۵٬۴۰۰ متر بالاتر از سطح دریا واقع شده‌است.